# Aeroportul Kushok Bakula Rimpochee
Aeroportul Kushok Bakula Rimpochee (IATA: IXL, ICAO: VILH) este un aeroport din Leh, Leh district⁠(d), Ladakh, India ce deservește zona Leh. Aeroportul a fost tranzitat în decembrie 2022 de 70.244 de pasageri.
Situat la o altitudine de 3.256 m, aeroportul dispune de 1 pistă. Este operat de Airports Authority of India⁠(d).

## Infrastructură

### Piste
Aeroportul dispune de o singură pistă. Pista 07/25 are suprafața de asfalt și dimensiunile 2.752 m × . 